# This Film Is Not Yet Rated
This Film Is Not Yet Rated (En español: Esta película aún no está clasificada) es un documental estadounidense de 2006 sobre el sistema de clasificación de la Motion Picture Association of America y su efecto en la cultura estadounidense, dirigido por Kirby Dick y producido por Eddie Schmidt . Se estrenó en el Festival de Cine de Sundance de 2006 y recibió un estreno teatral limitado el 1 de septiembre de 2006. El canal de series y cine independiente IFC (American TV channel), distribuidor de la película, transmitió la película ese mismo año. 
Debido a que incluye numerosos clips de películas clasificadas como NC-17 (No One 17 and Under Admitted; en español: No permitida para menores de 18) para ilustrar el contenido que obtuvo la clasificación, la MPAA calificó una versión anterior de la película como NC-17 debido a "cierto contenido sexual gráfico". Dick apeló esta calificación para poder hacer una crónica tanto del proceso de calificación como de apelación de la primera versión de la película en la versión final, que, fiel al título, no está calificada.
La película analiza una serie de supuestas disparidades en las calificaciones que la MPAA otorga a las películas y los comentarios que brinda a los cineastas en función de si el proyecto es una película de estudio o independiente, si el contenido cuestionable es de naturaleza violenta o sexual, si el contenido sexual es heterosexual u homosexual, y si se centra en el placer.

## Temas y discusión
Gran parte de la cobertura de prensa de la película se dedicó al uso que Dick y su equipo hicieron de la investigadora privada Becky Altringer para desenmascarar las identidades de los miembros de la junta de calificaciones y apelaciones.
Otras revelaciones en la película incluyen:
- Que muchos miembros de la junta de calificación tienen hijos mayores de 18 años o no tienen ningún hijo (por lo general, la MPAA ha sugerido que contrate sólo a padres con hijos de entre 5 y 17 años)
- Que la junta parece tratar el material homosexual con mucha más dureza que el material heterosexual (esta afirmación está respaldada por la declaración de un portavoz de la MPAA en USA Today de que "No creamos estándares; simplemente los seguimos").
- Que algunas actividades sexuales con frecuencia se tratan con más dureza cuando se trata de orgasmos femeninos o actividades sexuales no tradicionales.
- Que las clasificaciones NC-17 a menudo reducen significativamente las posibilidades de éxito de una película en la taquilla y el éxito comercial en general, porque muchas salas de cine no mostrarán películas NC-17 y, si lo hacen, es por períodos de tiempo muy limitados.
- Que las calificaciones NC-17 también son perjudiciales para las ventas domésticas, ya que muchos minoristas tradicionales no alquilan ni venden películas NC-17 o sin calificación.
- Que las clasificaciones de películas más severas son particularmente perjudiciales para los cineastas más pequeños e independientes, que a menudo no cuentan con el apoyo financiero y profesional de las principales empresas de distribución.
- Que los evaluadores de la junta no reciben capacitación y son elegidos deliberadamente debido a su falta de experiencia en alfabetización mediática o desarrollo infantil.
- Que los evaluadores senior tienen contacto directo en forma de reuniones obligatorias con el personal del estudio después de las proyecciones de películas.
- Que la junta de apelaciones de la MPAA es tan reservada como la junta de calificaciones, y sus miembros son en su mayoría ejecutivos de cadenas de cines y estudios.
- Que la junta de apelaciones incluye a dos miembros del clero, un sacerdote católico (Padre Dave) y un protestante (James Wall), que pueden tener o no poder de voto.

La película despertó cierto interés en la prensa cuando la MPAA la calificó como NC-17 por "algo de contenido sexual gráfico". 
Una vez se estrenada en Sundance, se descubrió el proceso de calificación de una versión anterior de la película y la apelación de esa calificación se representaron en la película terminada. Como el metraje adicional cambió significativamente la película, el NC-17 ya no se pudo usar para la película terminada, que tendría que volver a enviarse a la MPAA para recibir una calificación propia. Sin embargo, nunca fue enviada, por lo que la película se estrenó sin calificación.
Después de Sundance, la película atrajo multitudes en muchos otros festivales, incluidos South by Southwest y el Festival Internacional de Cine de Seattle, y se estrenó en cines en el otoño de 2006.

## Junta de calificación de la MPAA
Según la investigación representada en la película, las siguientes personas eran, a partir de 2006, miembros de la junta de calificación de la MPAA, también conocida como CARA (Classification and Rating Administration; en español: Administración de clasificación y calificación). 
A continuación la información personal que la película reveló sobre la junta. Edad, la edad de sus hijos y cuánto tiempo habían estado en la junta. Estos detalles fueron significativos para dar contexto a la crítica de la película sobre el proceso de calificación de la MPAA, ya que la MPAA había dicho (según la película) que la junta de revisión estaba compuesta por padres estadounidenses promedio, con niños de entre 5 y 17 años, que servir en la junta un máximo de siete años.:
- Presidente de la Junta: Joan Graves (el único miembro de la junta cuya identidad la MPAA ya había hecho pública)
- Anthony "Tony" Hola – 61; edad de los niños: 16, 28, 30
- Barry Freeman-45; niños de primaria
- Arlene Bates-44; edad de los niños: 15 y 23
- Matt Ioakimedes – 46; edad de los niños: 17 y 20 (había servido como evaluador durante 9 años, a partir de 2005)
- Joan Worden – 56; edad de los niños: 18 (gemelos)
- Scott joven – 51; edad de los niños: 22 y 24 (vecina de al lado de Arlene Bates)
- Joann Yatabe – 61; edad de los niños: 22 y 25
- Howard Friedkin-47; ¿sin hijos? (aspirante a guionista).
- Corri Jones – edad de los niños: 3 y 8

## Uso justo
This Film Is Not Yet Rated incorpora fragmentos de varias películas para ilustrar sus críticas a la junta de clasificación de la MPAA. Dick había planeado originalmente obtener la licencia de los clips de sus propietarios, pero descubrió que los acuerdos de licencia del estudio le habrían prohibido usar este material para criticar a la industria del entretenimiento. Esto lo llevó, junto con el destacado abogado de derechos de autor Michael C. Donaldson, a invocar la doctrina del uso justo, que permite el uso limitado de material protegido por derechos de autor para proporcionar análisis y críticas de obras publicadas. El éxito de la película con esta táctica estimuló el interés por el uso justo, especialmente entre los realizadores de documentales. 

## Infracciones MPAA
Antes de que Dick enviara la película a la MPAA para recibir una calificación, se le aseguró que la cinta que envió no se vería para ningún otro propósito que no fuera la calificación y que no se harían ni distribuirían copias, pero, el 24 de enero de 2006, la MPAA admitió haber hecho duplicados de la película en contra de los deseos de Dick. Sin embargo, sostuvieron que hacerlo no constituía una infracción de derechos de autor o una violación de la Ley de derechos de autor del milenio digital, y dijeron que Dick podría haber violado la privacidad de los evaluadores en el transcurso de la realización de la película, pero no se había presentado ninguna queja en su contra. El abogado de Dick, Michael Donaldson, solicitó que la MPAA destruyera todas las copias de la película en su poder y le notificara quién había visto la película y recibido copias. 
El lanzamiento en DVD de la película contiene escenas eliminadas que muestran llamadas telefónicas en las que representantes de la MPAA le aseguraron a Dick que no se haría ninguna copia, así como aquella durante la cual descubrió que efectivamente se había creado una copia.

## Recepción
En el sitio web del agregador de reseñas Rotten Tomatoes, la película tiene una calificación de aprobación de "Fresco certificado" del 84% según 118 reseñas y una calificación promedio de 7.20; el consenso de los críticos lo llama: "Una película fascinante y entretenida que abrirá muchos ojos a las tácticas a menudo cuestionadas de la MPAA y su sistema de clasificación". En Metacritic, la película tiene una puntuación de 75 según las reseñas de 33 críticos.
En Sundance, la película recibió una ovación de pie y una ola de cobertura favorable por parte de las principales publicaciones. Las revistas Rolling Stone ("fantástico... indispensable"), Entertainment Weekly ("irresistible") y USA Today ("clasificado R por raves"), así como periodistas como Roger Ebert ("devastador") y Film Comment's Gavin Smith ("incisivo") elogió la película por sus técnicas novedosas y revelaciones sin precedentes que cuestionan las declaraciones de larga data de la MPAA sobre el sistema de clasificación.
A algunos críticos no les gustó la película. David Poland de Movie City News escribió: "Aunque habla de un tema que creo que es muy importante: las fallas del sistema de calificación y, específicamente, el NC-17, la investigación inteligente y dura simplemente no está en la película". Boxoffice, una revista dedicada al aspecto financiero de la exhibición de películas, escribió que Esta película aún no está clasificada solo hizo una mención de pasada a la Asociación Nacional de Propietarios de Cines (NATO), que fue cofundadora del sistema de clasificación (el enfoque de la película estaba en la MPAA). En su ensayo de dos partes, Boxoffice también calificó el documental como "intencionalmente distorsionado".[cita requerida]

## Premios y nominaciones
| Año  | Otorgar                                | Organización                                     | Categoría                     | Resultado |
| ---- | -------------------------------------- | ------------------------------------------------ | ----------------------------- | --------- |
| 2006 | Premio de la Crítica de Cine de Austin | Asociación de Críticos de Cine de Austin         | Mejor Documental              | Ganó      |
| 2006 | Premio a la Elección de la Crítica     | Asociación de Críticos de Cine de Radiodifusión  | Mejor Largometraje Documental | Nominado  |
| 2007 | Premio al tráiler de oro               | Premios Golden Trailer                           | Mejor Documental              | Ganó      |
| 2007 | Premio de medios GLAD                  | Alianza de Gays y Lesbianas contra la Difamación | Documental Destacado          | Nominado  |